# Alboraia
Alboraia és un municipi del País Valencià situat a la comarca de l'Horta Nord. És el segon municipi per població de la comarca, després de Burjassot, amb 25.792 habitants (INE 2022). És conegut com el «portal de l'Horta» per ser l'entrada des de València a l'Horta. També se'l coneix per la seua orxata i la seua xufa.

## Geografia
El terme municipal encara conserva àmplies zones d'horta, amb cultius intensius que constituïxen la riquesa fonamental que sempre ha tingut esta terra. A mesura que passen els anys, l'extensió d'horta s'ha anant reduint, a causa de la "pressió" urbanística.
No obstant això, atès que hi ha eixes grans zones de regadiu, el terme es dividix en huit partides: Calvet, Desemparats, Mar, Massamarda, Masquefa, Miracle, Savoia i Vera.

### Límits
Limita al nord amb els termes municipals d'Almàssera i Meliana, al sud amb la ciutat de València, a l'oest amb Tavernes Blanques i a l'est amb la mar Mediterrània, que banya aproximadament 4 quilòmetres de platges, des de la platja de Port Saplaya Nord, que limita amb la platja de Meliana, fins a la platja de la Patacona, platja veïna de la Malva-rosa, una de les platges urbanes de la ciutat de València.

### Platges
Alboraia és un municipi costaner que es troba a la Costa de València. En total té 4 platges:
- Platja de Port Saplaya Nord
- Platja de Port Saplaya Sud
- Platja de La Patacona

- Platja d'Els Peixets

### Accés
| Zona urbana Centre històric Estació de MetroValencia | Zona industrial Carretera secundària Vía verda |

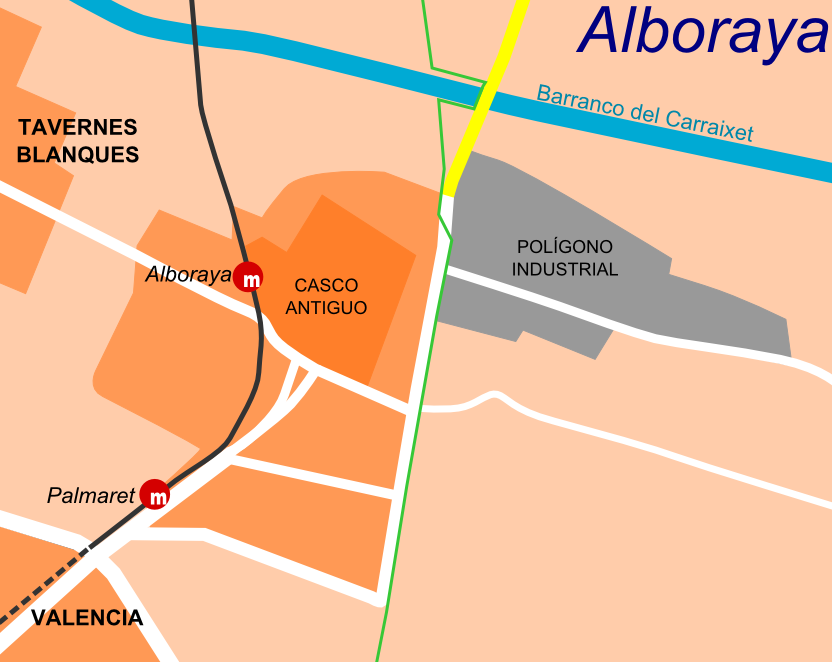
Plànol esquemàtic de la ciutat, amb les principals vies d'accés i comunicació.
Zona urbana
Centre històric
Estació de MetroValencia
Zona industrial
Carretera secundària
Vía verda

A Alboraia, es pot accedir per la Ronda Nord de València; o per les diverses carreteres comarcals que arriben, com la CV-3112 des de Tavernes Blanques o la CV-311, que connecta el centre urbà amb la zona de Port Saplatja, on es troba l'eixida 14 de l'autovia V-21.
Alboraia té dues estacions de les línies 3 i 9 de metro de València, que la comuniquen amb la ciutat i amb l'estació de l'aeroport de València, la de Riba-roja de Túria i la de Rafelbunyol. Estes estacions són l'estació de Palmaret i la d'Alboraia Peris Aragó.

## Història
Alboraia era una alqueria musulmana que Jaume el Conqueridor atorgà al bisbe d'Osca, Vidal de Canyelles, per la seua participació en la conquesta de la ciutat de Balansiya. Teresa Gil de Vidaure va assolir la propietat mitjançant una permuta de terres amb eixe bisbe, amb la qual va engrossir el patrimoni de Jaume de Xèrica, fill seu i del rei Jaume el Conqueridor. L'any 1331, passà a mans de Gilabert de Zanoguera, que en va fundar el senyoriu. Durant el segle xv, passà a poder de la corona. Al seu terme, es troba el despoblat de Rafelterras.

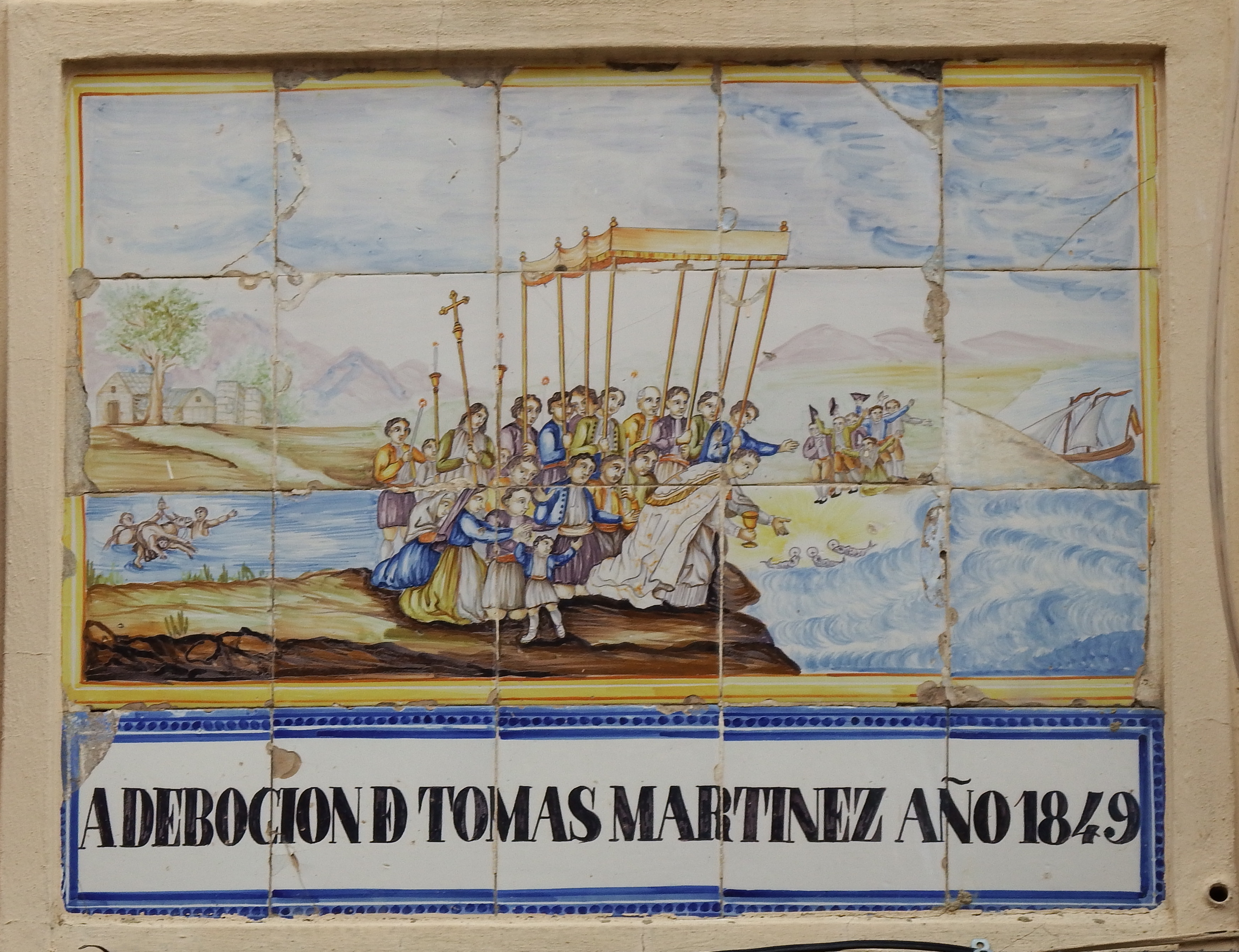
Pintura del Miracle dels Peixets

L'esdeveniment més important de l'època medieval a Alboraia fon el conegut com a MIracle dels Peixets. Explica la tradició que al rector d'Alboraia li van caure unes formes consagrades a l'aigua del Barranc del Carraixet quan anava camí d'Almàssera, on portaria la Comunió a un musulmà convers. A la desembocadura del barranc aparegueren tres peixos amb les formes a la boca gràcies als quals el rector pogué recuperar-les. Este miracle marcà la identitat d'Alboraia fins als nostres dies, fet que es manifesta en la presència de tres peixos a l'escut de la localitat i la construcció el 1907 d'una Ermita a la desembocadura del Barranc del Carraixet, on se celebra la festa del Miracle dels Peixets cada any.
A partir d'este fet, Almàssera demanà autonomia eclesiàstica respecte d'Alboraia, constituint-se com una vicaria perpètua a partir del 1376 gràcies al bisbe Hug de Fenollet. Este fet es pot considerar com el principi de la història d'Almàssera com a municipi.L'església d'Alboraia va ser construïda el segle xv baix l'advocació de Santa Maria. Al costat del barranc de Carraixet, s'alçà una ermita dedicada la Mare de Déu dels Desemparats; el seu primer edifici data de l'any 1414 i va ser ordenada construir pel Consell General de València l'any 1400, per tal de consagrar els cementiris on eren soterrats els ajusticiats i els desemparats. L'edifici actual és de nova planta.
La principal activitat n'és l'agrícola, i el conreu més important és el de la xufa, que ha fet famosa l'orxata d'Alboraia. El recompte poblacional de l'any 1646 oferix un còmput de 88 cases; Cavanilles xifra la població, l'any 1794, en 560 veïns; a mitjan segle xix, Madoz apunta la quantitat de 3.301 habitants.

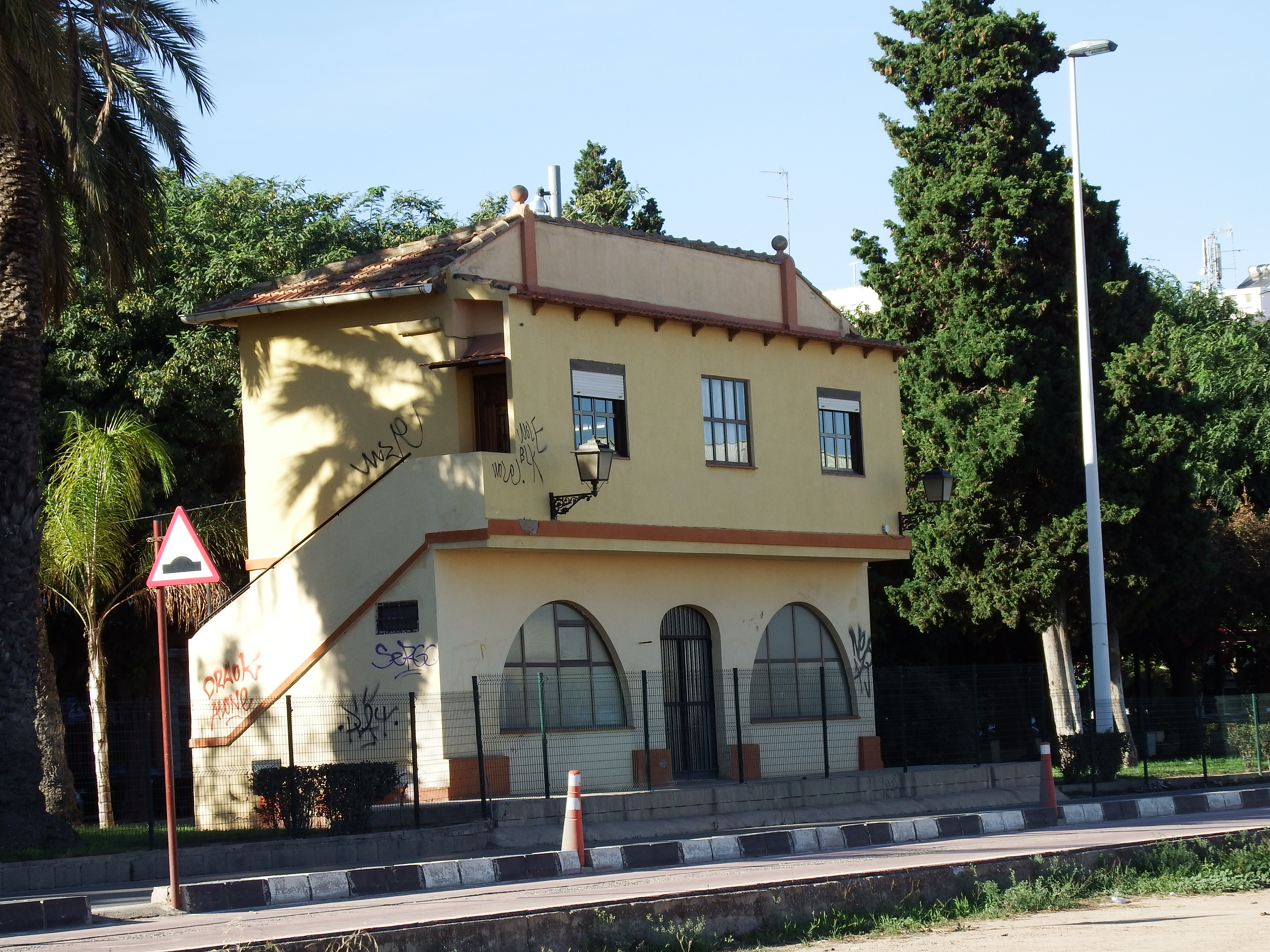
Antiga estació Via Xurra

Al segle xix es començaren a construir les grans infraestructures metropolitanes de València, entre les quals destaca el ferrocarril. Pel terme d'Alboraia passava la línia València-Tarragona (que posteriorment acabaria sent la via actual de Renfe), el tram de la qual entre València i Sagunt s'inaugurà el 1862; la línia València-Saragossa, coneguda com a via xurra, que va ser inaugurada el 1888, discorria per l'actual Passeig d'Aragó i parava a l'antiga Estació d'Aragó d'Alboraia; i la línia del trenet València-Rafelbunyol (posteriorment la via del metro), el tram de la qual entre València i Alboraia s'inaugurà el 17 de març de 1893, i ixe mateix any arribà finalment fins a Rafelbunyol.

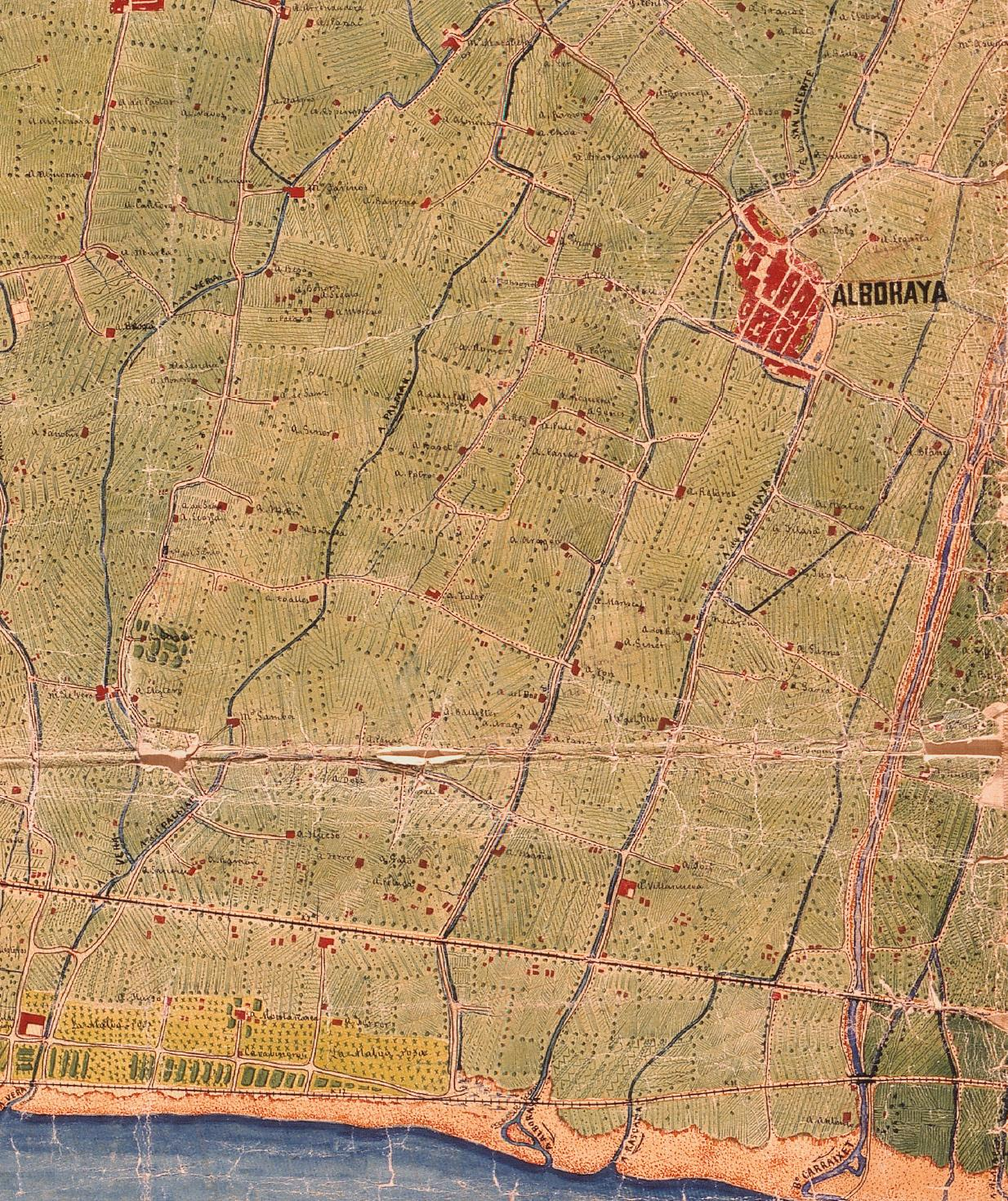
Mapa d'Alboraia al 1883

Estes infraestructures ferroviàries marcaren el límit del creixement urbà d'Alboraia durant els segles XIX i principis del XX, ja que el nucli antic no sobrepassa cap de les antigues vies de tren. Cap a l'any 1800, el límit del nucli d'Alboraia el conformaven els actuals carrers Molí, Cabanyal, Nou i part de Miraculosa, existint només la zona del centre històric al nord i nord-est de l'església. Al llarg del segle xix, el poble s'expandeix cap al sud, nord, est, oest i nord-est (actuals carrers Cervantes, Miracle, Sant Pancraci, Tavernes Blanques). Al primer terç del segle xx s'urbanitzen els actuals carrers Almàssera, Degà Sanfeliu, Nou d'Octubre, Germans Benlliure o Salvador Giner. Els carrers Sant Cristòfol i Colón conformaren el límit urbà pel nord i l'est fins als anys 50.
A partir dels anys 50 i sobretot els 60, Alboraia experimentà un gran desenvolupament urbanístic, amb la construcció de grups de vivendes com els del carrer Nou d'Octubre, el barri Rei en Jaume o Sant Josep Obrer. Als anys 70 es començaren a urbanitzar els barris del Palmaret i Port Saplaya. Ja als anys 90 s'urbanitzà Campo de Mayo, es va acabar de construir el grup Pintor Sorolla i es començaren a substituir els usos industrials dels polígons de Palmaret i Vera per residencials, naixent així el complex residencial de Vera o Patacona.

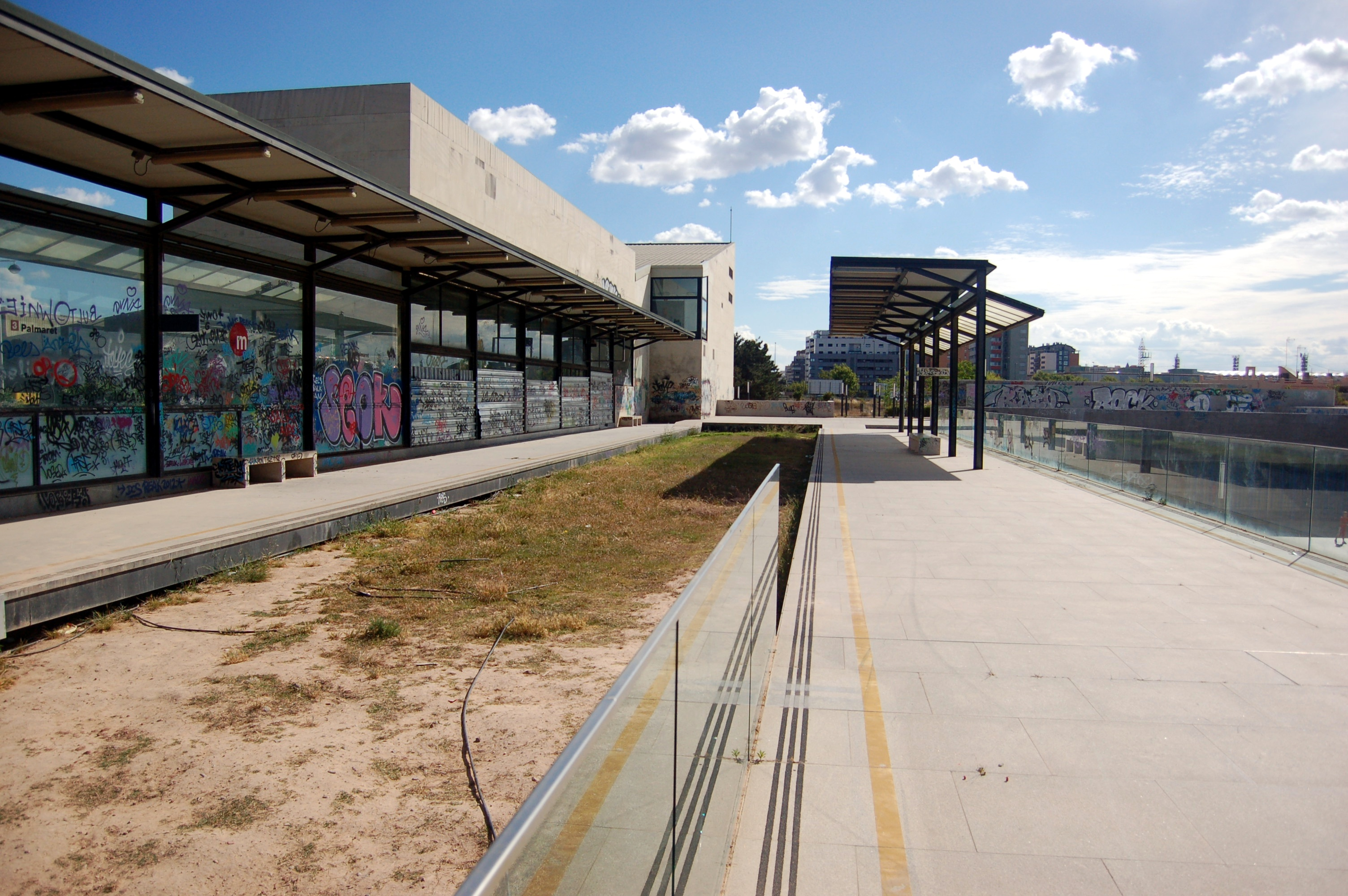
Antiga estació del Palmaret

L'any 2006 començaren les obres d'un dels projectes més ambiciosos realitzats a Alboraia durant les últimes dècades, el soterrament de les vies del metro al seu pas per la localitat. Este projecte suposà una inversió de més de 70 milions dʻeuros. Es construïren dues noves estacions subterrànies: Alboraia Peris Aragó i Alboraia Palmaret, un parc als voltants d'aquesta última i un gran bulevard recorrent tot l'antic traçat de les vies, amb jardí, zones de joc i passeig de vianants. Les obres duraren quatre anys, i s'acabaren en 2010. A la inauguració acudiren el president de la Generalitat Francisco Camps, l'alcalde d'Alboraia Manuel Álvaro, l'alcaldessa de València Rita Barberá i el conseller d'Infraestructures Mario Flores.

## Demografia
| any  | habitants |
| ---- | --------- |
| 1900 | 4.700     |
| 1910 | 4.807     |
| 1920 | 5.712     |
| 1930 | 6.124     |
| 1940 | 6.749     |
| 1950 | 6.885     |
| 1960 | 8.073     |
| 1970 | 9.126     |
| 1981 | 10.727    |
| 1991 | 11.687    |
| 2000 | 16.943    |
| 2005 | 20.514    |
| 2006 | 21.263    |
| 2007 | 21.582    |
| 2022 | 25.149    |

## Economia
L'activitat econòmica de la població es distribuïx de la manera següent (dades del 1994): el 45,80% treballa en el sector serveis, el 33% en la indústria, el 16,70% en l'agricultura i, finalment, el 3,60% en la construcció.

## Administració i política

### Composició de la Corporació Municipal
El Ple de l'Ajuntament està format per 21 regidors. En les eleccions municipals de 26 de maig de 2023 foren elegits 7 regidors del Partit Socialista Obrer Espanyol (PSOE), 7 del Partit Popular (PP), 3 de Compromís per Alboraia: Acord per Guanyar (ACORD PER GUANYAR), 2 de Vox (VOX), 1 d'Alboraya Actua (AA4) i 1 d'Esquerra Unida - Unides Podem per Alboraia (EUPV - PODEM: UNIDAS).
| Eleccions municipals de 28 de maig de 2023 - Alboraia |                                            |                                     |                                     |         |          |          |
| Candidatura | Candidatura                                | Candidatura                         | Cap de llista                       | Vots    | Vots     | Regidors |
| | Partit Socialista Obrer Espanyol           |                                     | Miguel Chavarría Díaz               | 4.229   | 31,17%   | 7 (-2)   |
| | Partit Popular                             |                                     | Modesto Martínez Sabater            | 3.946   | 29,09%   | 7 (+4)   |
| | Compromís per Alboraia: Acord per Guanyar  |                                     | Conxa Villena Sierra                | 1.833   | 13,51%   | 3 ()     |
| | Vox                                        |                                     | Marina Dabán Alonso                 | 1.302   | 9,6%     | 2 (+1)   |
| | Alboraia Actua                             |                                     | Vicente Francisco Martínez Bauset   | 896     | 6,6%     | 1 (+1)   |
| | Esquerra Unida - Unides Podem per Alboraia |                                     | Marta Martín Morán                  | 786     | 5,79%    | 1 ()     |
| | Ciutadans - Partit de la Ciutadania        |                                     | Pablo Gandul Castells               | 442     | 3,26%    | 0 (-4)   |
| | Vots en blanc                              |                                     |                                     | 133     | 0,98%    |          |
| Total vots vàlids i regidors | Total vots vàlids i regidors               | Total vots vàlids i regidors        | Total vots vàlids i regidors        | 13.567  | 100 %    | 21       |
| | Vots nuls                                  | Vots nuls                           | Vots nuls                           | 117     | 0,86%    |          |
| Participació (vots vàlids més nuls) | Participació (vots vàlids més nuls)        | Participació (vots vàlids més nuls) | Participació (vots vàlids més nuls) | 13.684  | 73,34%** |          |
| Abstenció | Abstenció                                  | Abstenció                           | Abstenció                           | 4.974*  | 26,66%** |          |
| Total cens electoral | Total cens electoral                       | Total cens electoral                | Total cens electoral                | 18.658* | 100 %**  |          |
| Alcalde: Miguel Chavarría Díaz (PSOE) Per ser la llista més votada, després de no haver obtingut majoria absoluta dels regidors (7 de PSPV i 3 de Compromís)           |                                            |                                     |                                     |         |          |          |
| Fonts: Ministeri de l'Interior. Junta Electoral Central Junta Electoral de Zona de València (* No són vots sinó electors. ** Percentatge respecte del cens electoral.) |                                            |                                     |                                     |         |          |          |

### Alcaldes
Des de 2011 l'alcalde d'Alboraia és Miguel Chavarría Díaz del PSPV.
| Període                       | Alcalde o alcaldessa                                              | Partit polític | Data de possessió                | Observacions |
| ----------------------------- | ----------------------------------------------------------------- | -------------- | -------------------------------- | ------------ |
| 1979–1983                     | Enrique Ruiz Peris                                                | UCD            | 19/04/1979                       | --           |
| 1983–1987                     | Joan Josep Barres Paulo                                           | PSPV-PSOE      | 28/05/1983                       | --           |
| 1987–1991                     | Francisco Pastor Gimeno Vicente Cabo Domingo José Cabello Jiménez | UV PP          | 30/06/1987 ??/03/1988 ??/??/1990 | n/d          |
| 1991–1995                     | Vicente Cabo Domingo Joan Josep Barres i Paulo                    | UV PSPV-PSOE   | 15/06/1991 10/03/1994            | n/d          |
| 1995–1999                     | Joan Josep Barres i Paulo                                         | PSPV-PSOE      | 17/06/1995                       | --           |
| 1999–2003                     | Manuel Álvaro Manzano                                             | PP             | 03/07/1999                       | --           |
| 2003–2007                     | Manuel Álvaro Manzano                                             | PP             | 14/06/2003                       | --           |
| 2007–2011                     | Manuel Álvaro Manzano                                             | PP             | 16/06/2007                       | --           |
| 2011–2015                     | Miguel Chavarría Díaz                                             | PSPV-PSOE      | 11/06/2011                       | --           |
| 2015–2019                     | Miguel Chavarría Díaz                                             | PSPV-PSOE      | 13/06/2015                       | --           |
| 2019-2023                     | Miguel Chavarría Díaz                                             | PSPV-PSOE      | 15/06/2019                       | --           |
| Des de 2023                   | Miguel Chavarría Díaz                                             | PSPV-PSOE      | 17/06/2023                       | --           |
| Fonts: Generalitat Valenciana |                                                                   |                |                                  |              |

### Organització territorial
Els principals barris que componen la zona urbana d'Alboraia són els sgüents:
- Nucli antic
- Passeig d'Aragó
- El Palmaret
- Sant Josep Obrer
- Rei en Jaume
- Port Saplaya
- La Patacona[7]

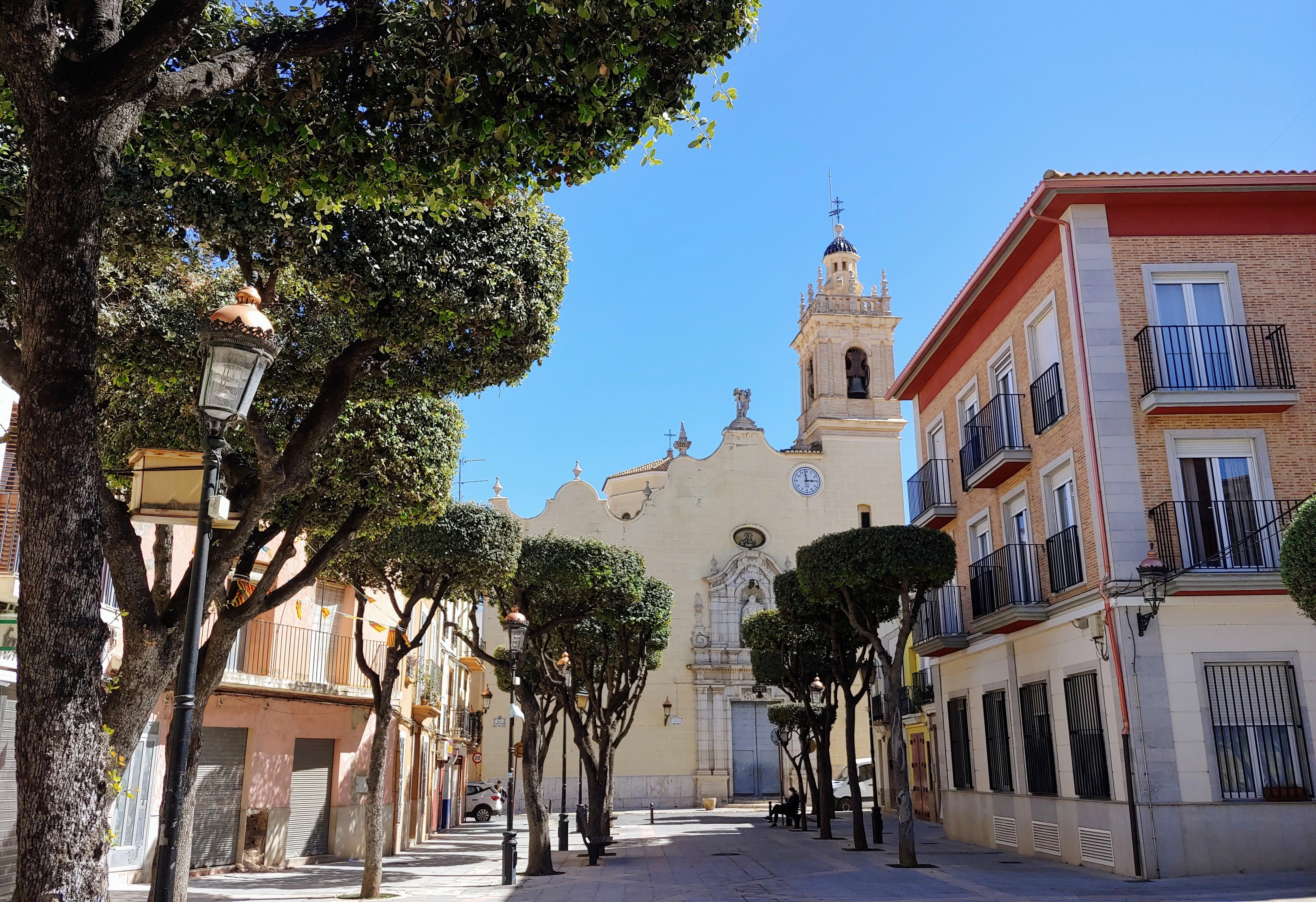
Nucli antic
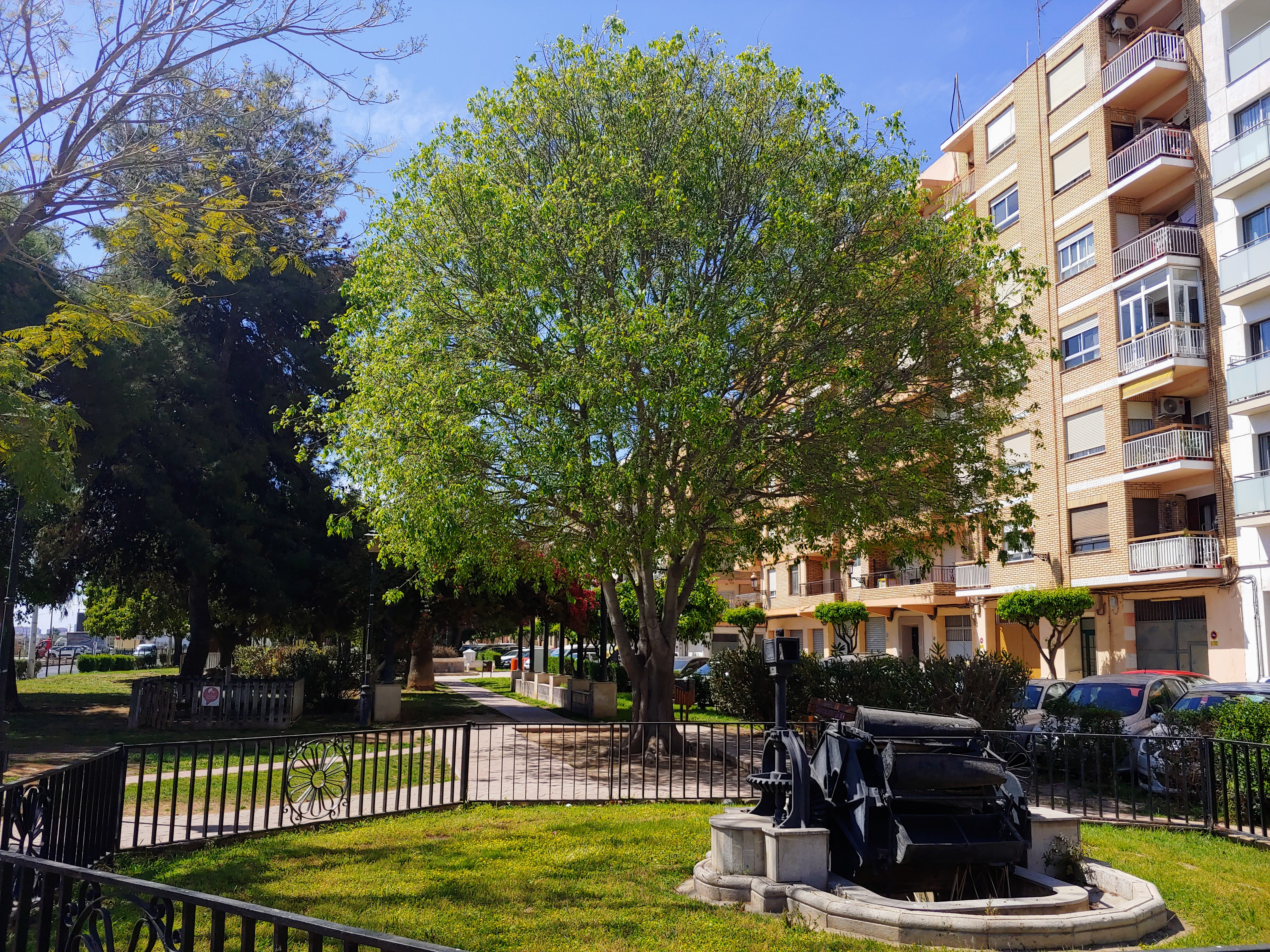
Passeig d'Aragó
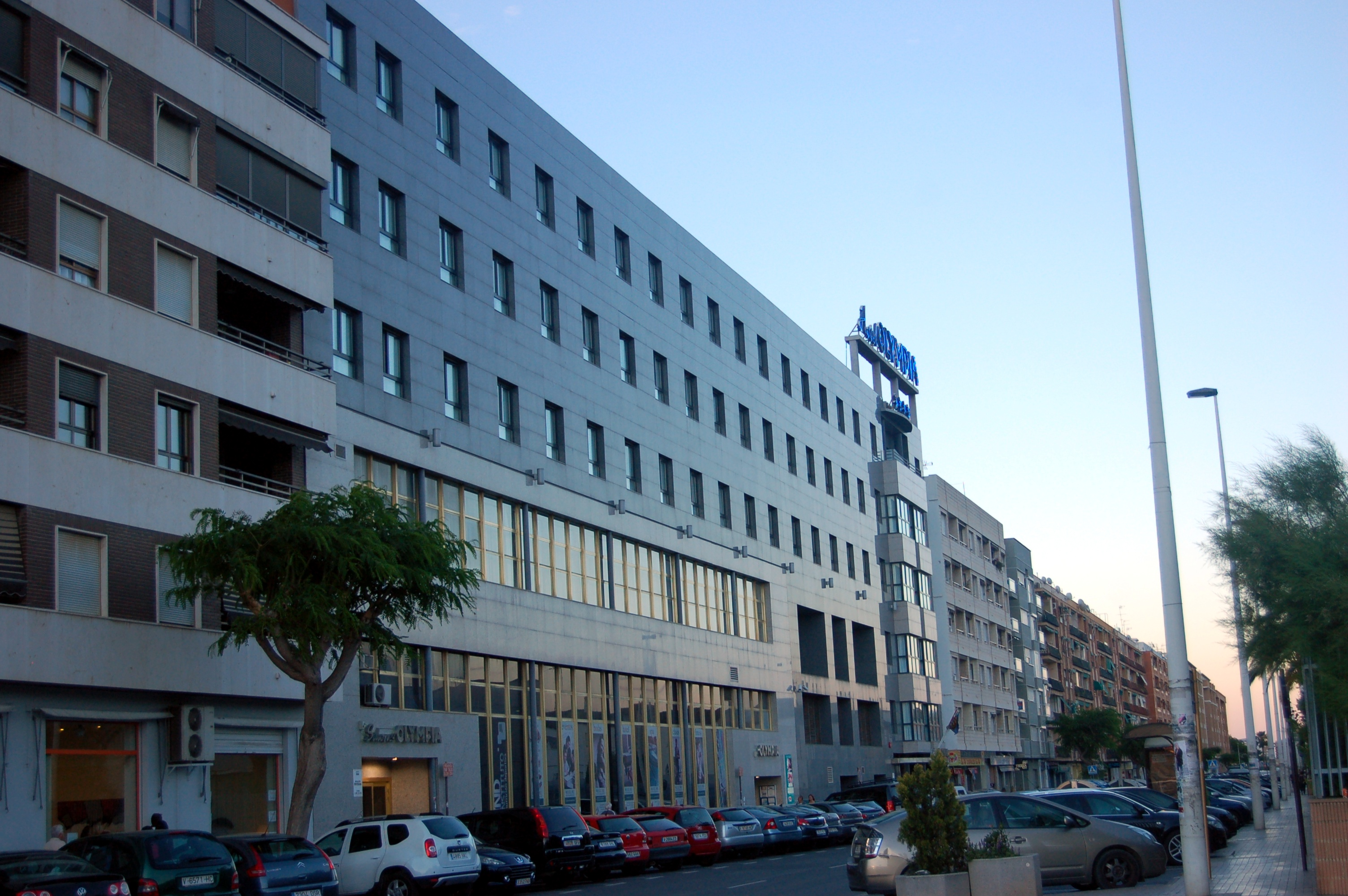
El Palmaret
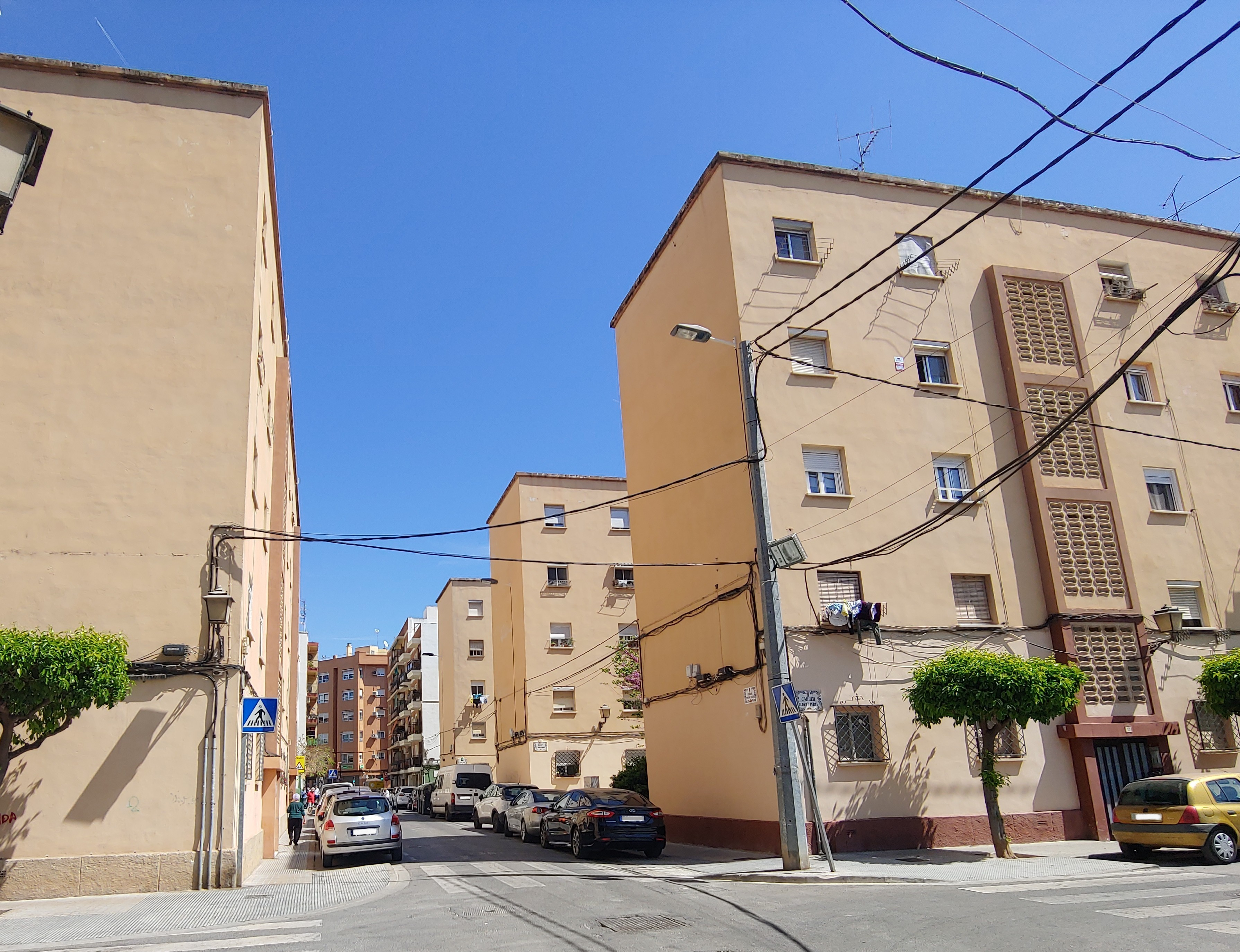
Sant Josep Obrer
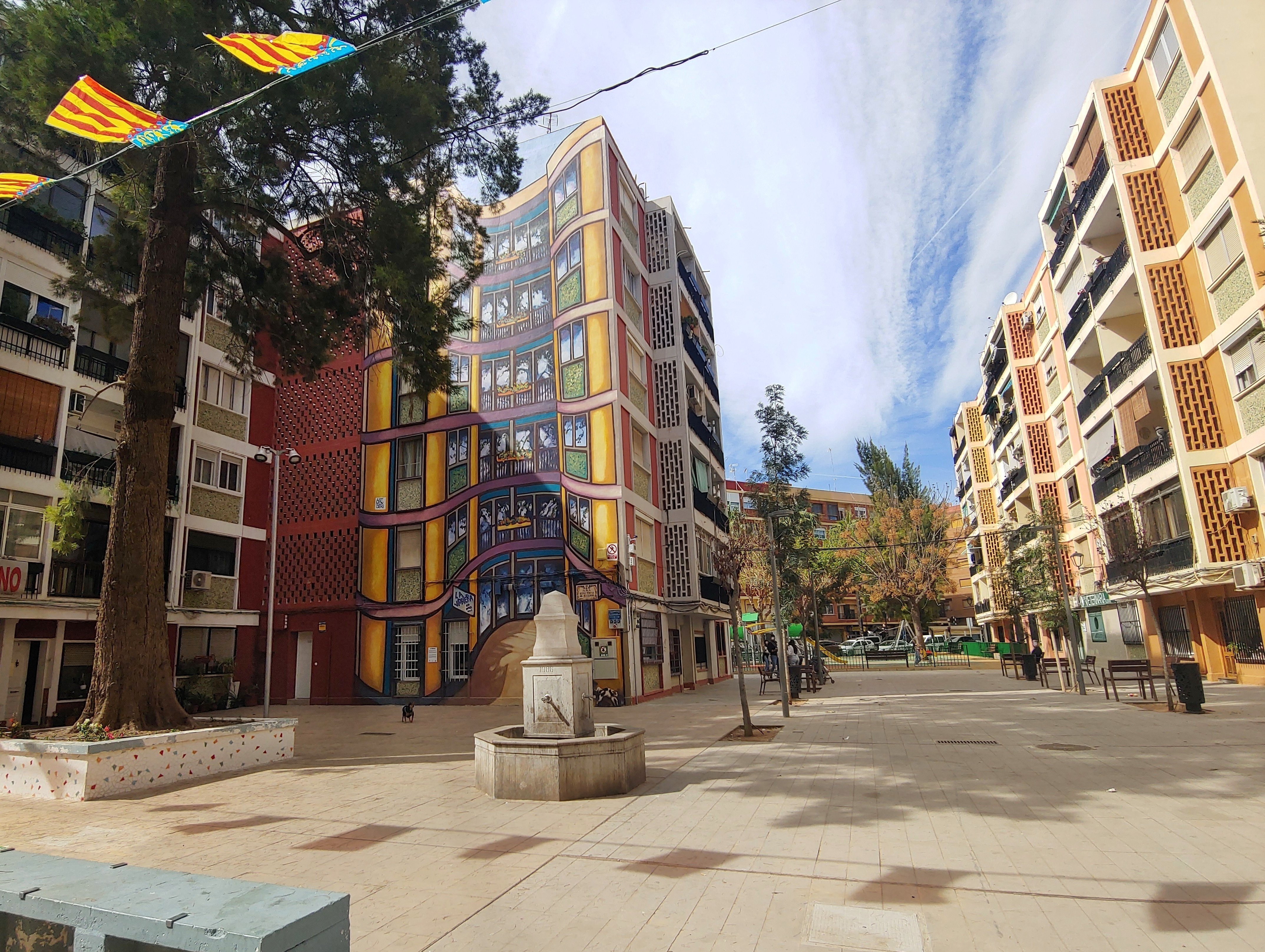
Rei en Jaume
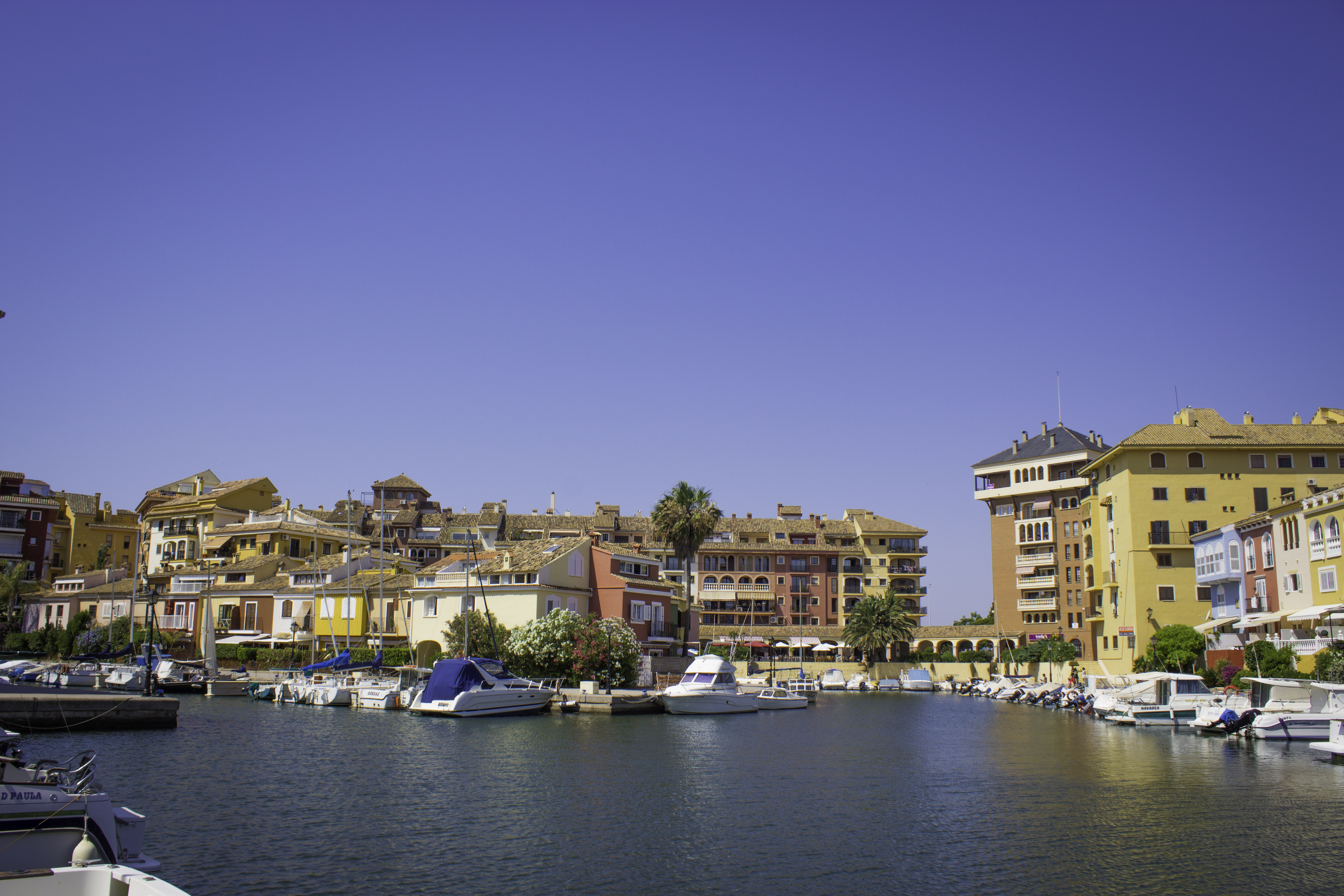
Port Saplaya
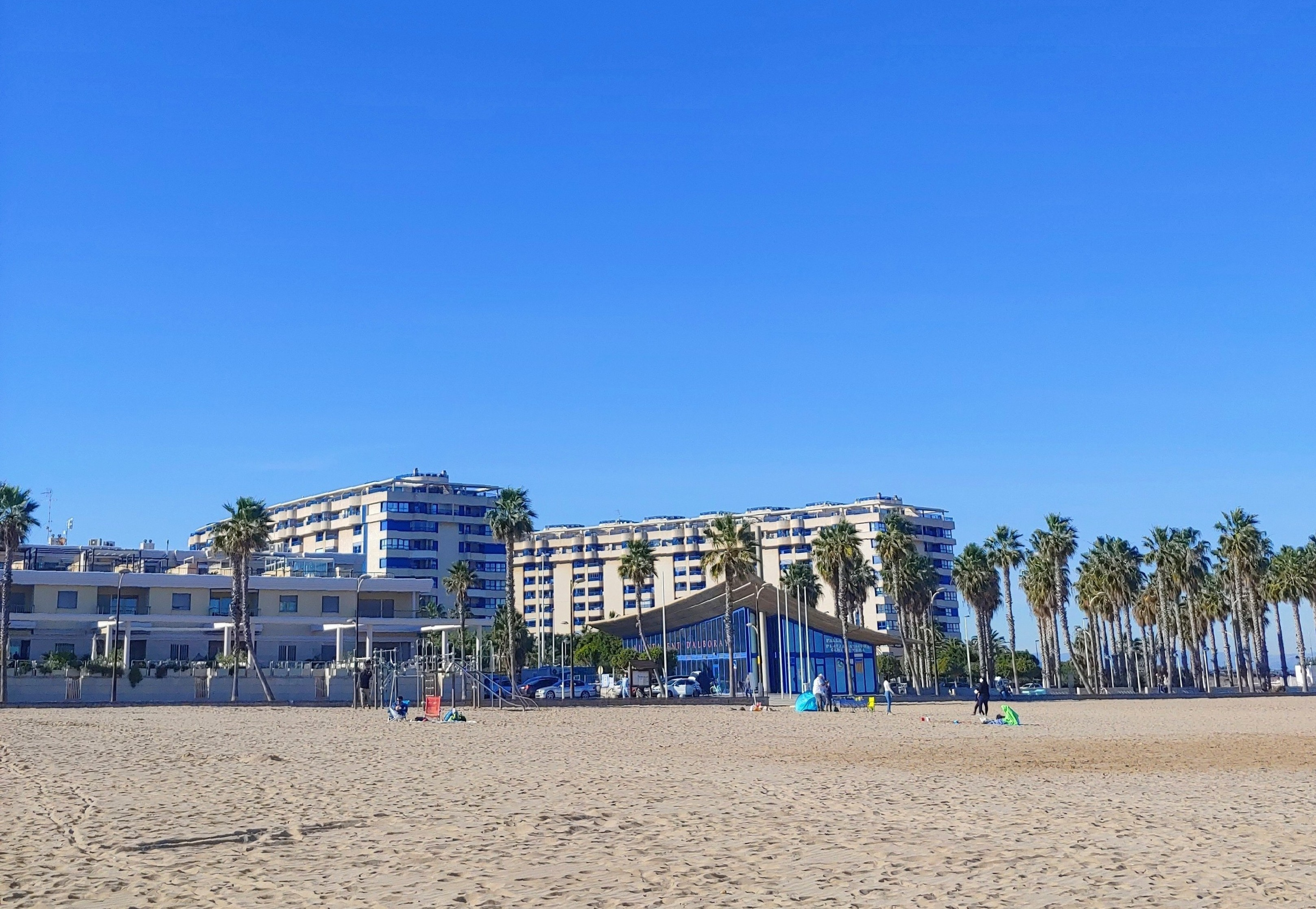
La Patacona

A més, part de la població d'Alboraia es troba disseminada per la seua horta, a cases aïllades o formant xicotets barris o agrupacions rurals, com ara el barri de les Tendetes o la Partida de Santa Bàrbara. L'horta d'Alboraia està dividida en les següents partides:
- Calvet
- Desemparats
- Mar
- Massamardà
- Masquefa
- Miracle
- Saboia
- Vera

## Monuments

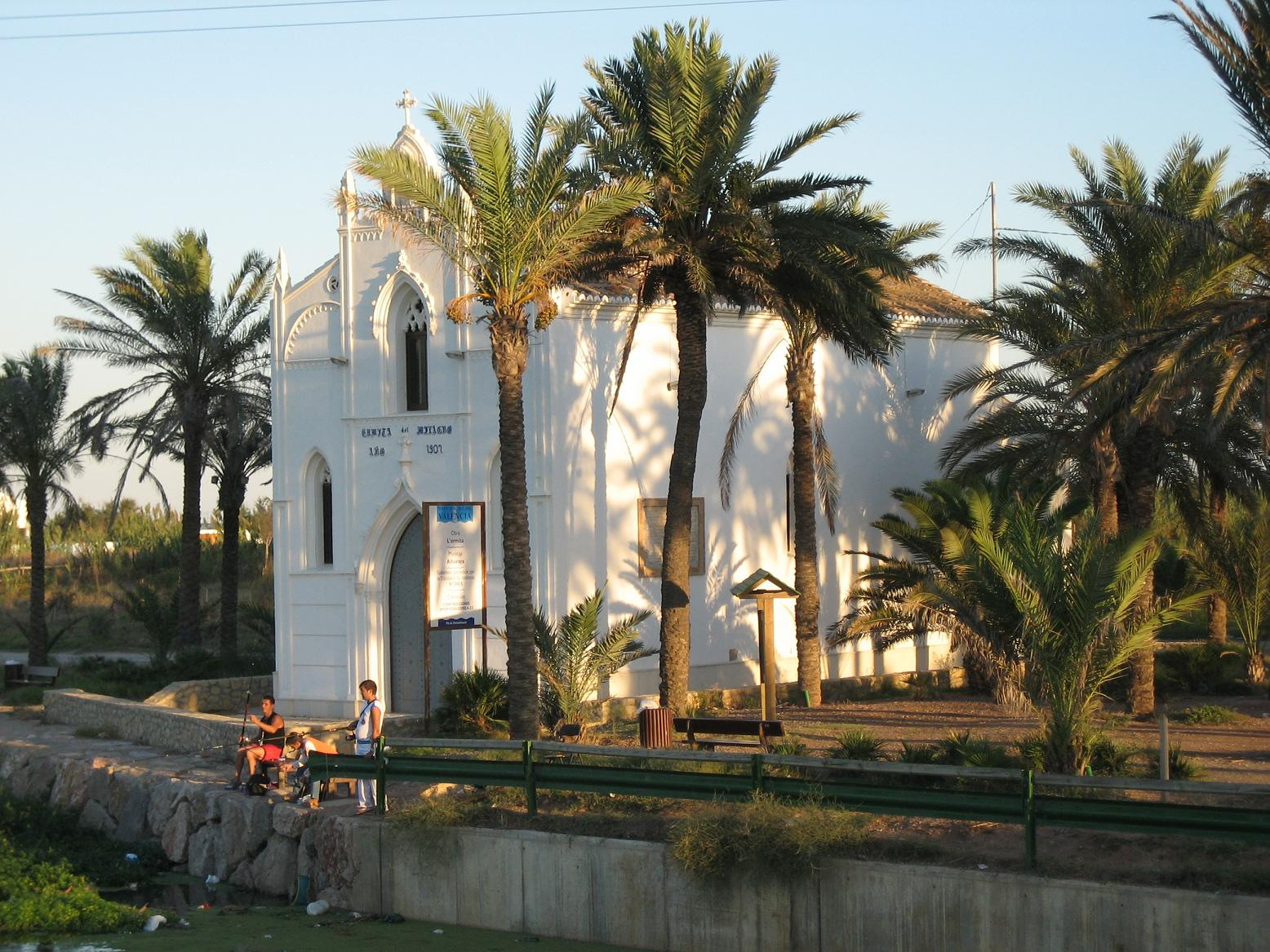
Ermita dels Peixets, a la desembocadura del Carraixet.

Alboraia conserva encara el sabor típic dels pobles en una part important de la localitat, amb la particularitat de presentar, a més, un front costaner de quasi quatre quilòmetres de longitud, amb dos nuclis residencials separats per la desembocadura del barranc del Carraixet, Port Saplatja i la Patacona; el primer té un port esportiu que oferix la possibilitat de tindre la barca en la mateixa porta de casa, en un complex residencial i de passeig caracteritzat pels càlids ocres i sienes, els blauets i els roses pàl·lids, utilitzats tradicionalment en la pintura dels habitatges.
Del seu patrimoni monumental, destacarem:
- Església parroquial de l'Assumpció de la nostra Senyora (segle xviii), d'estil barroc i origen medieval. La façana n'és de maçoneria, amb la torre a la dreta. En l'interior, trobem tres naus amb capelles laterals; la nau central presenta volta de mig canó.[15][16][17]
- Ermita del Santíssim Crist de les Ànimes, a la masia de Vilanova;
- Ermita de la Mare de Déu del Pilar, abandonada;
- Ermita del Sagrat Cor de Jesús (Retoret), a la masia del Rector;
- Ermita de la Masia del Soc, de la qual només queden restes en l'anomenada masia;
- Ermita de Santa Bàrbara, (recentment restaurada), en el barri del mateix nom;[18][19]
- Ermita de la Mare de Déu dels Dolors;
- Ermita de Sant Cristòfol, pròxima al polígon industrial;[20][19]
- Ermita del Miracle dels Peixets (o del Santíssim Sagrament), vora la desembocadura del barranc de Carraixet d'estil neogòtic, mostra façana dividida en tres cossos, amb finestrals ogivals i teulada de dos aiguavessos; en el costat dret, es pot observar un panell ceràmic amb l'al·lusió al miracle suposadament ocorregut en l'any 1348 en este mateix lloc. Totes estes custodien un important patrimoni historicoartístic, ric en escultures, pintures, retaules i ceràmiques.

L'arquitectura civil d'Alboraia està representada per les modernistes cases urbanes de finals de segle xix i principis del segle xx, així com per les alqueries morisques i cases d'horta, testimoniatge d'un remot passat, esguitat de xicotets retaules ceràmics d'origen devocional. Se n'hauria de destacar l'alqueria del Magistre, l'anomenat "pont del Moro", de 5 metres d'ample per 8 de llargària, que salvava la séquia de Vera, i que en l'actualitat es pot contemplar en els jardins del passeig d'Aragó.

## Festes

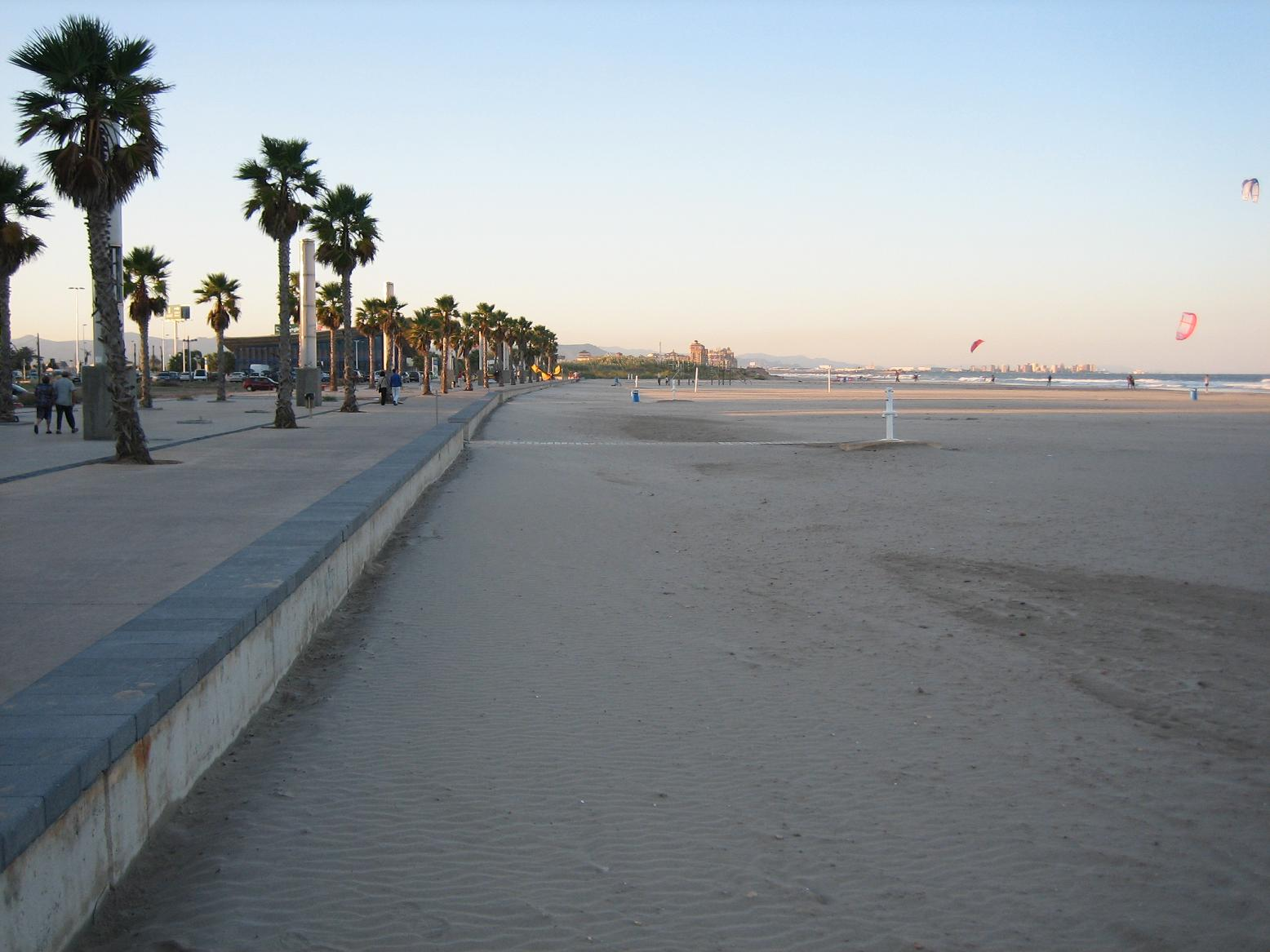
Platja de la Patacona

Les festes d'Alboraia són conegudes en tota la comarca i hi acudixen moltíssimes persones de tots els pobles pròxims. Comencen el primer cap de setmana de juliol i s'estenen al llarg de tota la setmana següent, i s'hi celebren diverses vegades activitats de gran interès religiós, cultural i lúdic.
Per privilegi especial (dispensa papal), Alboraia celebra la festivitat del Corpus Christi fora de l'Octava, concretament el diumenge anterior al 10 de juliol, festivitat de Sant Cristòfol, patró de la localitat.
Al voltant de les festes majors, s'organitza una gran fira, amb la presència dels grups culturals de la població.
Però açò és només el principi. El calendari festiu d'Alboraia és un dels més complets de la comarca de l'Horta Nord. Entre les seues festes destaquen especialment les Falles i la Setmana Santa. Són coneguts i admirats per tota la comarca la processó dels Palmells del diumenge de Rams, el Viacrucis de l'Horta, les processons de Dijous i Divendres Sant i la Santa Trobada del Diumenge de Resurrecció.
Els carrers, barris i ermites aporten les seues especials celebracions festives dedicades a les seues particulars devocions, i en destaquen la "Passa de Sant Cristòfol" el primer diumenge de maig, i la romeria el dilluns de Pentecosta a l'ermita del Miracle dels Peixets.
Les Fogueres de Sant Joan inicien el cicle festiu de l'estiu i preparen el camí cap a les Festes Majors d'Alboraia, que tenen lloc al voltant del 10 de juliol, en honor del patró Sant Cristòfol i al Corpus Christi.
Estes festes estivals són el resultat de la concentració de diverses festes locals en una setmana ludicofestiva, en què els actes religiosos i processons del Corpus, Sant Roc, (amb la benedicció del rotllo i el ciri), Mare de Déu de l'Assumpció, Sant Cristòfol, (benedicció de cotxes), festa a Sant Isidre Llaurador (amb benedicció d'animals) conviuen amb actes civils com el dia dedicat als majors, concerts, fires d'atraccions, competicions esportives, tradicional "Trofeu de Galotxa", "vaquetes" i "bou embolat"; dia de l'orxata, desfilades de moros i cristians, exposicions, activitats culturals i tradicions populars. Els festejos de Port Saplatja a la Mare de Déu del Carme i la devoció al Crist de la Providència el 6 d'agost tanquen el cicle estiuenc.
Les festes de la tardor, com les del complex de la Patacona, "quintos" a Sant Miquel, Santa Cecília, La Miraculosa, entre d'altres, reobren el calendari festiu, que com cada any arriba a la seua fi amb la setmana nadalenca i el canvi d'any.

## L'orxata: "El bressol de l'orxata", "Brollador d'orxata"
Alboraia és coneguda arreu del món amb estos lemes, per ser la població on s'elabora la millor orxata del món; és, sens dubte, el seu principal tret característic, almenys de portes enfora.
En este municipi també s'elabora un dolç de rebosteria, els fartons, per a mullar a l'orxata.

## Fills il·lustres
- Joan Baptista Basset i Ramos (Alboraia, 1654 - †Segòvia >1725). Militar que va encapçalar la revolta valenciana contra Felip V al front dels maulets.
- Ferran Giner "Giner" (Alboraia, 1964) exfutbolista que jugava de defensa central; quasi tota la seua carrera esportiva la va desenvolupar al València CF i era conegut com "El Xufa".
- Josep Peris Aragó (Alboraia, 1907 - †Alboraia, 2003). Pintor. Fill i nets en continuen la saga.
- Rosana Pastor (Alboraia, 1960) és una actriu.
- Joan Dolç i Balaguer (Alboraia, 1956) és un escriptor, a més de productor audiovisual o fotògraf.
- Anna Montañana i Gimeno, exjugadora de bàsquet valenciana.[21]
- Grup Carraixet. Grup musical creat el 1973 per Lleonard Giner I Mur. Actualment el componen les germanes Giner: Mari Carme, Eva, Miryam i Vanessa, totes nascudes a Alboraia. Actualment en actiu.
- Munlogs, grup de rock, un dels primers que va cantar en valenciá
- Premis 9 d'Octubre 2015:
  - María Rubio Navarro, trompa solista de l'Orquestra de València,
  - Emilio Estarlik Lozano, president de la Federació Espanyola d'Halterofília,
  - Héctor Oltra, compositor i director,
  - Enrique Aguilar, vicepresident del Tribunal de les Aigües i Síndic de la Séquia de Rascanya.